# Llorenç de Balanzó i Pons
Llorenç de Balanzó i Pons (Barcelona, 4 de maig de 1860 – Barcelona, 1 de març de 1927), fou un empresari i escriptor català, primer marquès de Balanzó.

## Biografia
Va néixer al carrer de la Palma de Sant Just de Barcelona, segon fill dels nou que van tenir Josep Balanzó i Comas (1827-1889) i la seva esposa Josepa Dominga Minga Pons i Clerch (1829-1900), ambdós naturals de Barcelona.
Va escriure peces teatrals de caràcter apologètic, com Guillem d'Alzinar (1900) i De pescador a sant (1901), Fra Frascesc (1904), Els tres Amors (1904), articles religiosos i llibres de meditació com Guia de l'home lliure (1920), Camí (1926) i el recull de poesies Les quinze roses. És l'autor d'una traducció al català del Parsifal de Wagner, del llibre Les visions de sor Anna Caterina Emmerich i de les tres parts, Infern, Purgatori i Paradís, de la Divina Comèdia, en doble versió en rima i en prosa. El papa Benet XV li concedí el 1921 el marquesat de Balanzó, que va continuar en la seva família i actualment està exhaurit atès que el seu net Llorenç va morir sense descendència, ja que la normativa establia que havia de ser per línia directa.

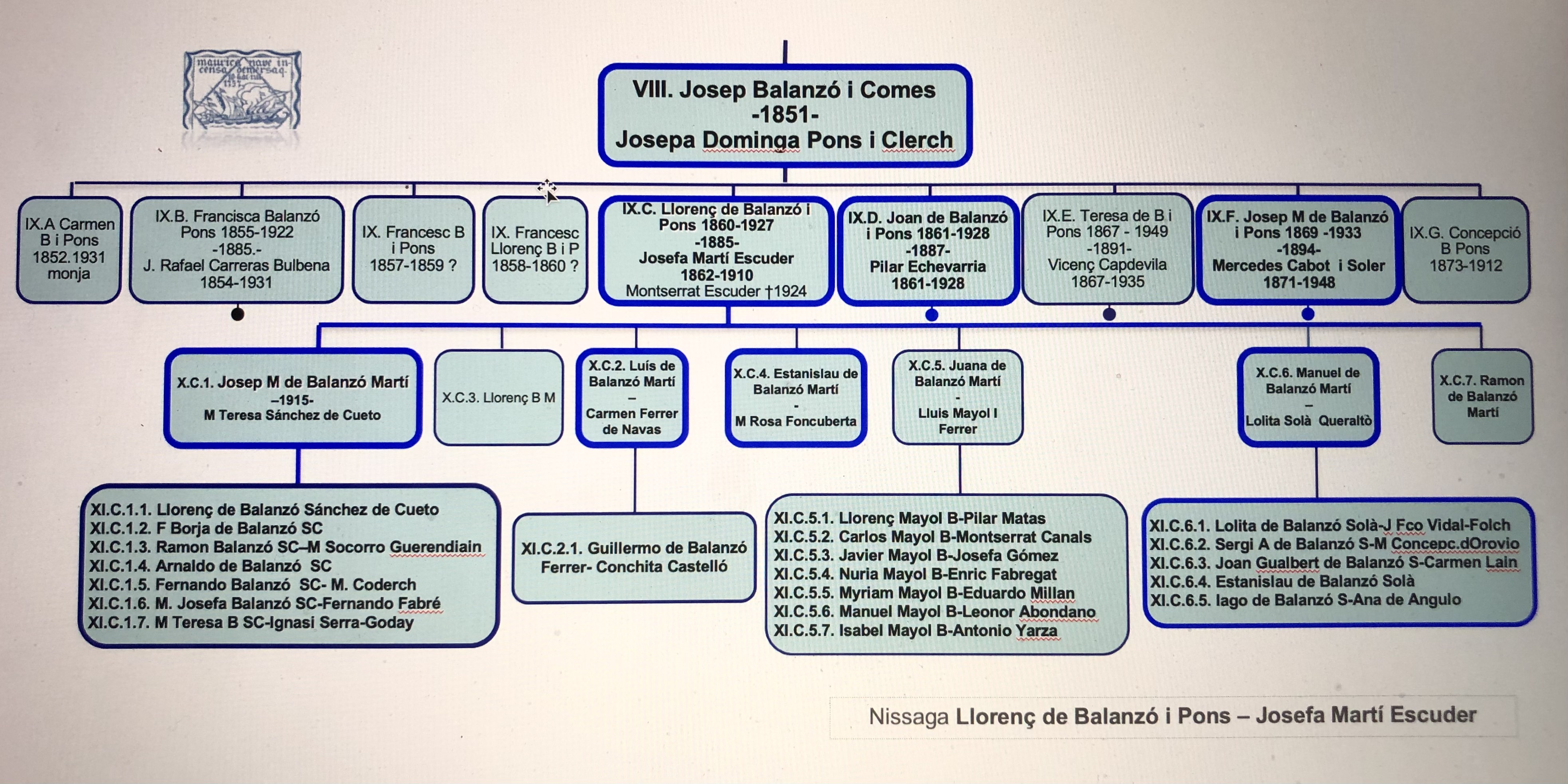
Familia Llorenç de Balanzó i Pons-Josefa Martí Escuder. Germans, fills i nets.

Es va casar dues vegades, la primera amb Josepa Martí i Escuder (1862-1910) amb qui va tenir set fills (Josep M, Llorenç, Estanislau, Lluís, Joana, Manuel i Ramon) i la segona, després d'enviudar als cinquanta anys, amb Montserrat Escuder i Ferrer cosina de Josepa que tenia una filla, Claudina, que va ser monja. Amb els seus germans Joan i Josep van crear la raó social Balanzó Hnos. Sociedad col·lectiva. Primer amb Joan el 1889; en 1895 s'incorpora Josep i a partir de 1914 Joan segueix l'emprenaduria en el camp de la industria i comerç tèxtil i del gènere de punt mentre que Llorenç i Josep se centren en la importació de colonials i la creació dels Cafès Balanzó empresa que seguiran bàsicament el seu fill Josep M (Pepe) i el seu net Llorenç juntament amb el seu germà Josep M i dos dels seus fills en Francesc i en Jordi de Balanzó Cabot. A finals de la d'ècada del 1960 la marca Cafès Balanzó segueix amb altres propietaris.